# Międzygórze

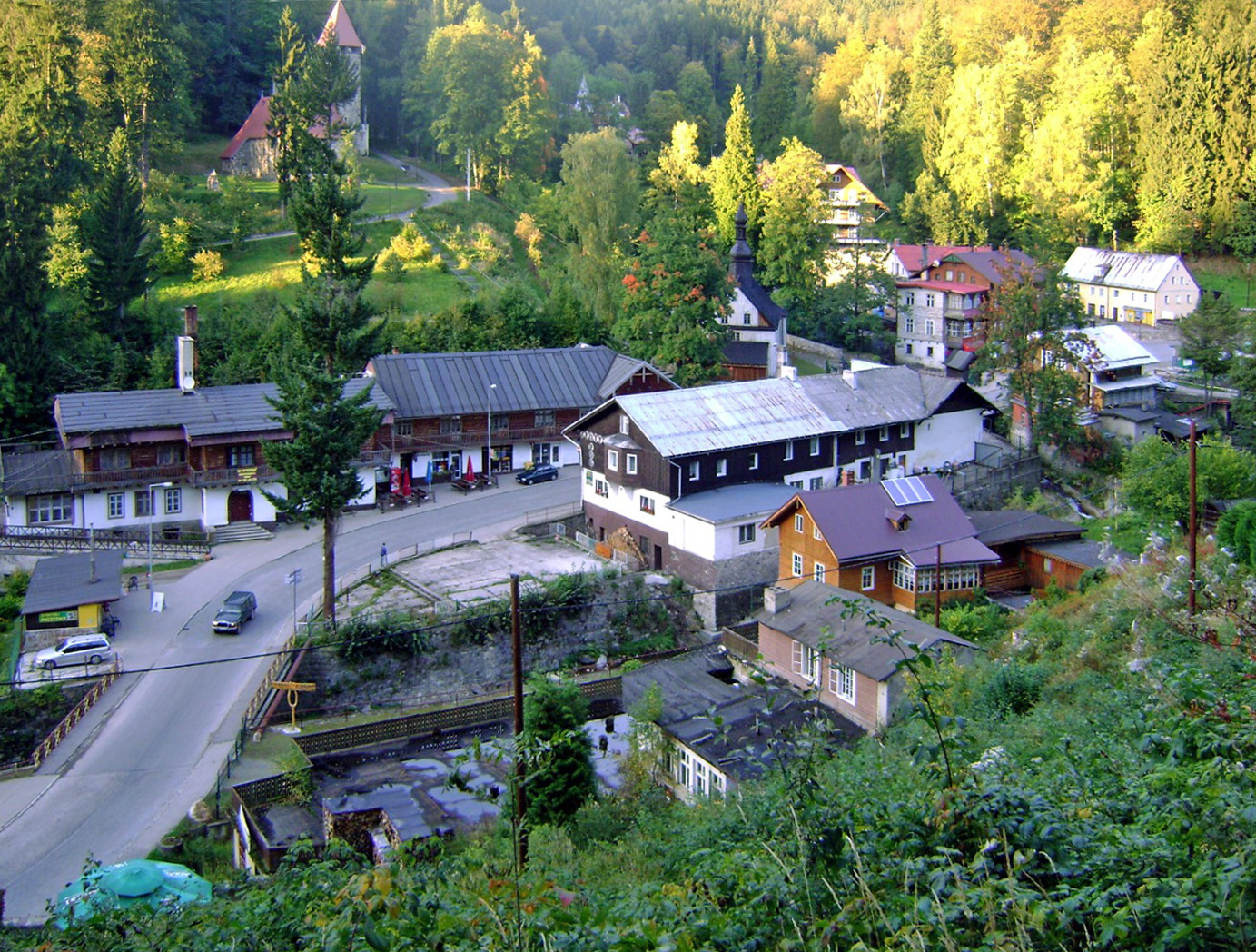
Zentrum von Międzygórze

Międzygórze (deutsch Wölfelsgrund) ist ein Ort in der Stadt- und Landgemeinde Bystrzyca Kłodzka (Habelschwerdt) im Powiat Kłodzki der Woiwodschaft Niederschlesien in Polen.

## Geografie
Międzygórze liegt im tief eingeschnittenen Tal der Wölfel (polnisch Wilczka) am Fuße des Glatzer Schneegebirges, elf Kilometer südöstlich von Bystrzyca Kłodzka. Kurz vor dem westlichen Ortseingang liegt in einer engen Schlucht der 27 m herabstürzende Wölfelsfall (Wodospad Wilczki), der zu den größten natürlichen Wasserfällen in den Sudeten gehört. Auf den Glatzer Schneeberg führen vom Ort aus mehrere Wanderwege, die Ausblicke in den Glatzer Kessel und auf die Wölfelsgrunder Talsperre bieten.

## Geschichte
Wölfelsgrund wurde um 1580 im königlichen Wald als Holzfäller- und Köhlerdorf angelegt und zur Pfarrkirche in Ebersdorf gewidmet. Es wurde zunächst als Neuwölfelsdorf bezeichnet, war im Besitz der Böhmischen Kammer und gehörte zur Grafschaft Glatz, mit der es die Geschichte seiner politischen und kirchlichen Zugehörigkeit von Anfang an teilte. 1684 wurde es zusammen mit weiteren Kammerdörfern im Distrikt Habelschwerdt vom Glatzer Landeshauptmann Michael Wenzel von Althann erworben, der die Dörfer zur Herrschaft Schnallenstein verband. Deren Hauptort war Rosenthal, weshalb sie auch als „Herrschaft Rosenthal“ bezeichnet wurde. Mit Genehmigung des Prager Konsistoriums wurde 1740 eine Kapelle aus Holz mit einem Begräbnisplatz errichtet.
Nach dem Ersten Schlesischen Krieg 1742 und endgültig mit dem Hubertusburger Frieden 1763 fiel Wölfelsgrund zusammen mit der Grafschaft Glatz an Preußen. Für Anfang des 19. Jahrhunderts sind 404 Einwohner nachgewiesen sowie eine Begräbniskapelle, ein Freirichtergut, ein Schulhaus, ein Jägerhaus und eine Brettmühle. Durch die Preußischen Reformen wurde 1807 die Gutsuntertänigkeit abgeschafft. Nach der Neugliederung Preußens gehörte Wölfelsgrund ab 1815 zur Provinz Schlesien und war zunächst dem Landkreis Glatz und ab 1818 dem neu geschaffenen Landkreis Habelschwerdt eingegliedert, mit dem es bis 1945 verbunden blieb.
Im 19. Jahrhundert förderte Prinzessin Marianne von Oranien-Nassau, Ehefrau von Prinz Albrecht von Preußen, die wirtschaftliche Entwicklung des Ortes zu einem Luftkurort. Straßen und Wege wurden angelegt, ein Sanatorium, mehrere Hotels, Villen und Pensionen gebaut. Durch seine landschaftlich reizvolle und geschützte Lage und schneesichere Berghänge im Winter entwickelte sich Wölfelsgrund rasch zu einem beliebten Ausflugs- und Wintersportort. Ab 1874 gehörte die Landgemeinde Wölfelsgrund zum Amtsbezirk Wölfelsdorf. 1939 wurden 706 Einwohner gezählt.
Als Folge des Zweiten Weltkrieges fiel Wölfelsgrund 1945 mit dem größten Teil Schlesiens an Polen. Nachfolgend wurde es in Międzygórze umbenannt. Die deutsche Bevölkerung wurde vertrieben. Die neu angesiedelten Bewohner waren teilweise Zwangsumgesiedelte aus Ostpolen, das an die Sowjetunion gefallen war. Von 1975 bis 1998 gehörte Międzygórze zur Woiwodschaft Wałbrzych (Waldenburg).

## Sehenswürdigkeiten
- Die Pfarrkirche St. Joseph (Kościół Św. Józefa) wurde 1740–1742 als Begräbniskirche errichtet und 1920 umgebaut. Das Gemälde des Hauptaltars schuf Hieronymus Richter Ende des 19. Jahrhunderts. Die Kreuzigungsgruppe vor der Kirche ist von 1781.
- Die Filialkirche Heilig Kreuz (Kościół Krzyża Św.) wurde 1911 als Stiftung des Prinzen Friedrich Heinrich als evangelische Kirche im neoromanischen Stil errichtet. Sie dient heute als katholisches Gotteshaus und besitzt eine neuzeitliche Innenausstattung.
- Im Ort stehen noch einige im 19. Jahrhundert in Holzbauweise errichtete Häuser im Schweizer- und Norwegerstil.
- Am Ortseingang befindet sich der Wölfelsfall (Wodospad Wilczki)
- Unterhalb des Ortes liegt in der Schlucht des Urnitztales ein 1907 errichteter Stausee, der als Hochwasserrückhaltebecken dient. Der Staudamm lief sowohl während des Oderhochwassers 1997 als auch während des Hochwasser in Mitteleuropa im September 2024 über.[2]
- Auf dem Spitzigen Berg (Góra Igliczna) liegt die zur Pfarrei Wölfelsdorf gehörende Wallfahrtskirche Maria Schnee. Sie kann von Międzygórze aus in etwa einer Stunde erreicht werden.

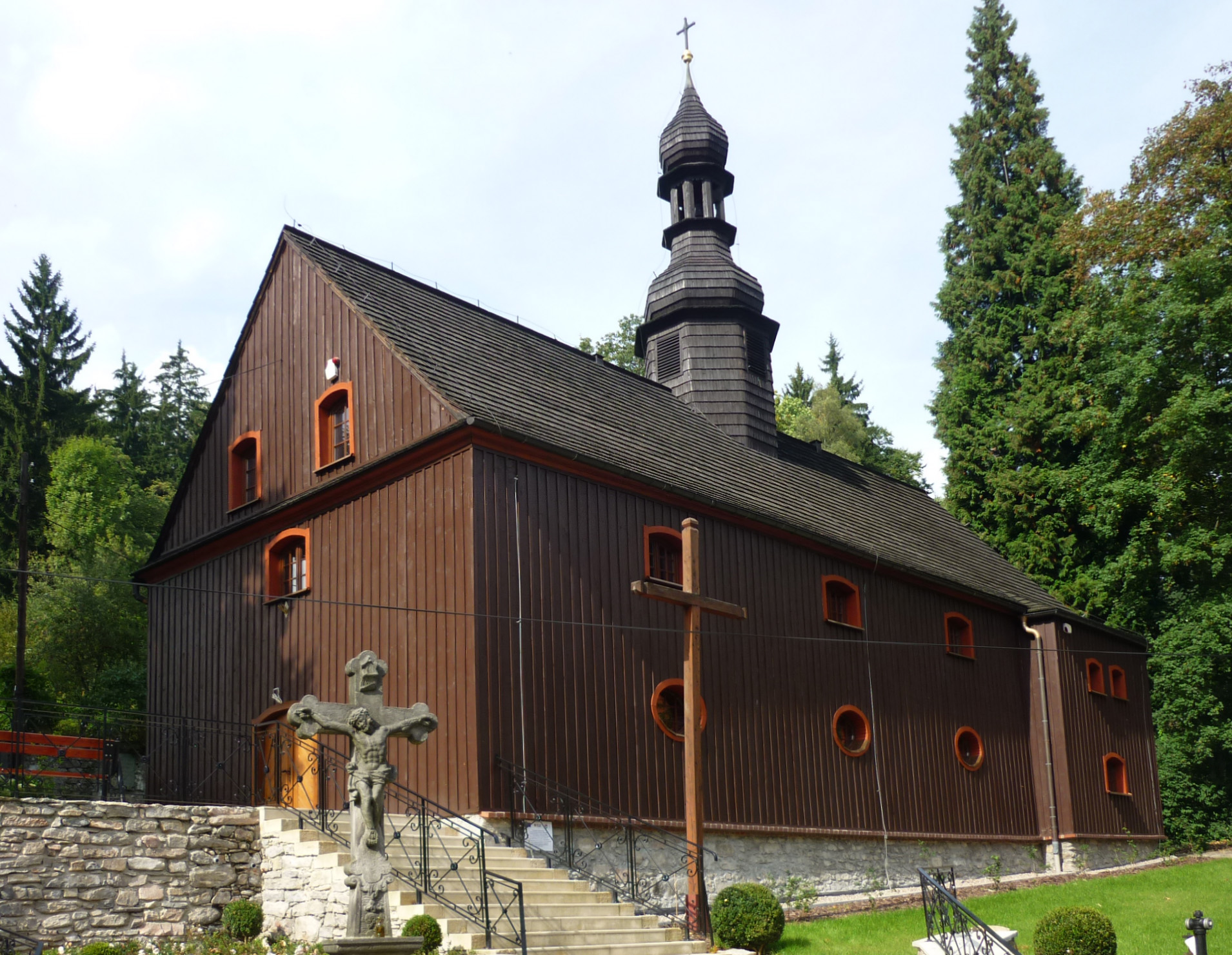
Pfarrkirche St. Joseph
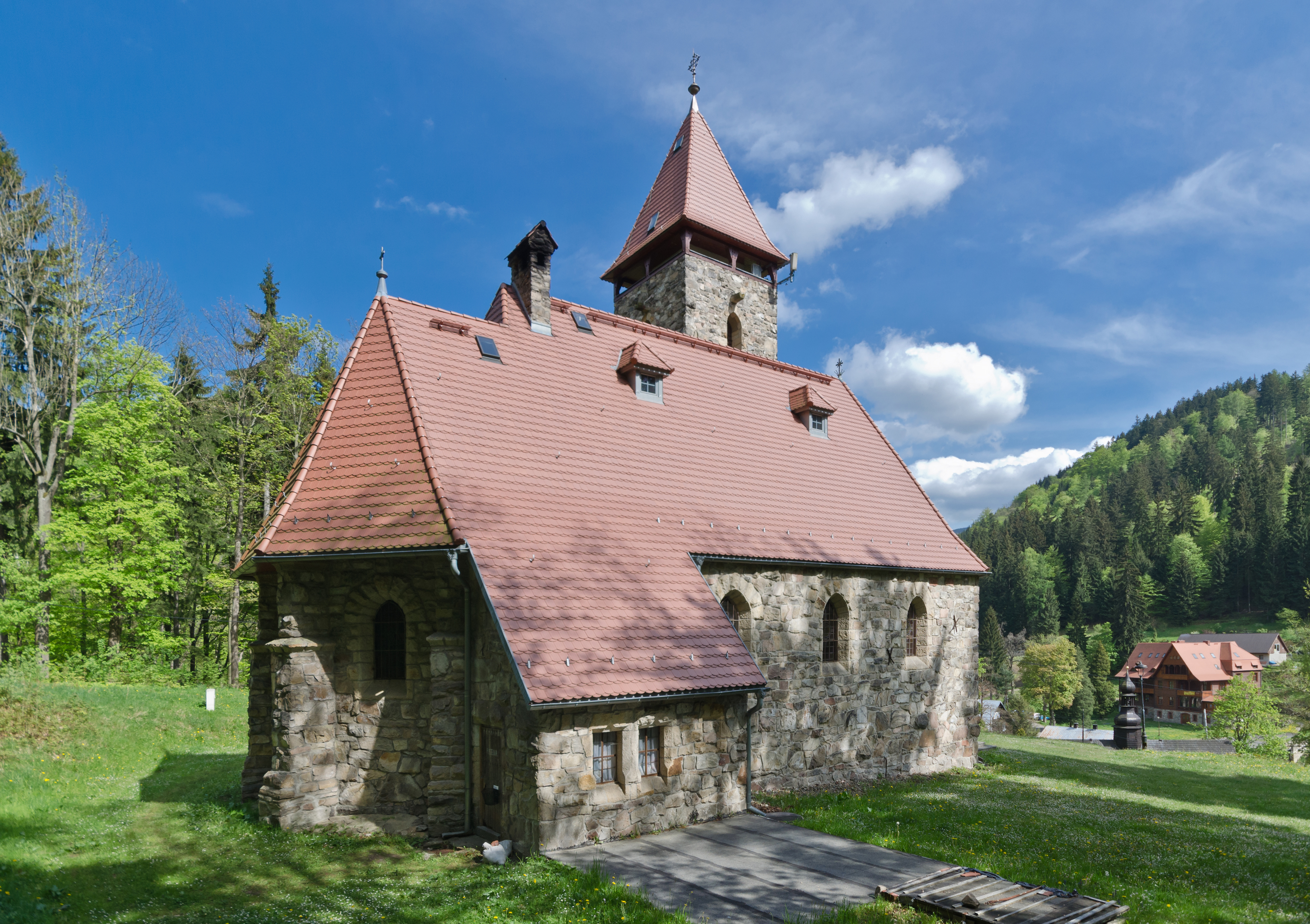
Filialkirche Hl. Kreuz
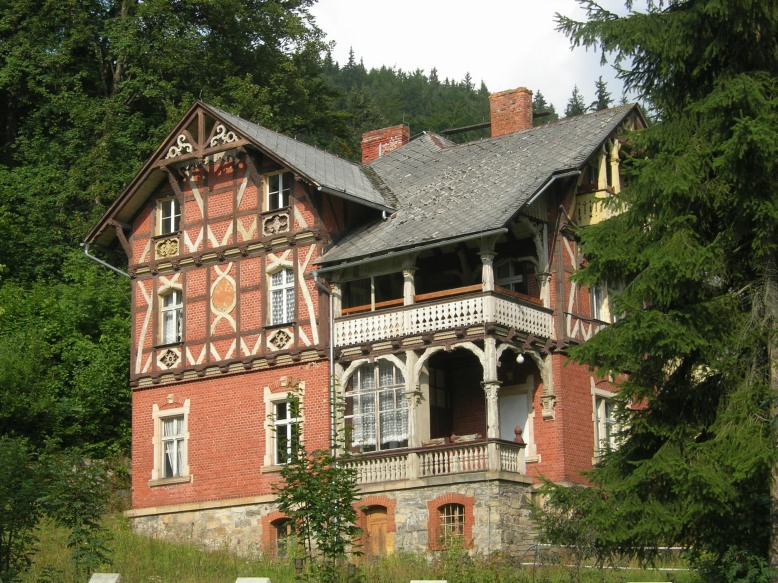
Haus im Schweizer Stil
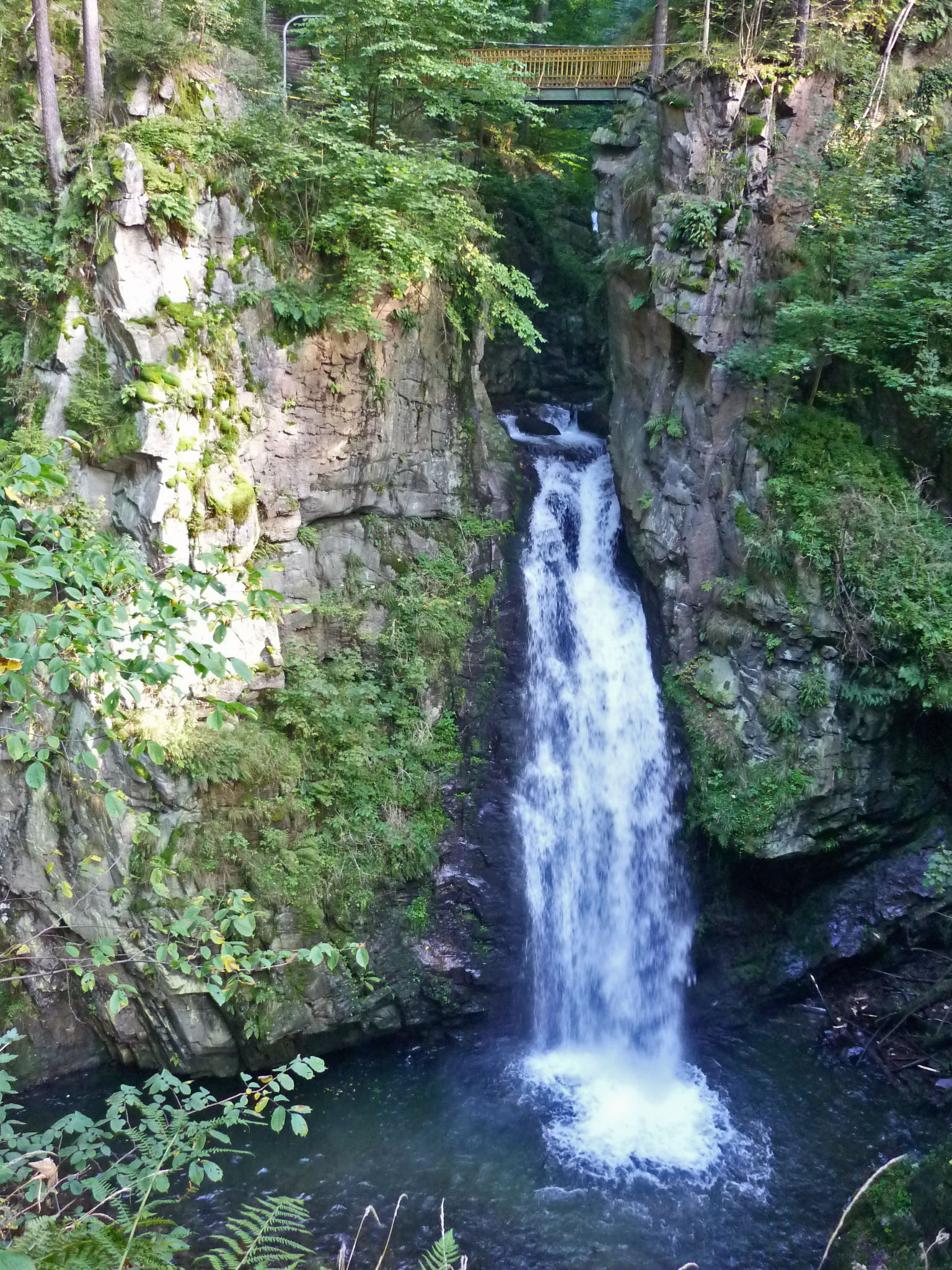
Wölfelsfall
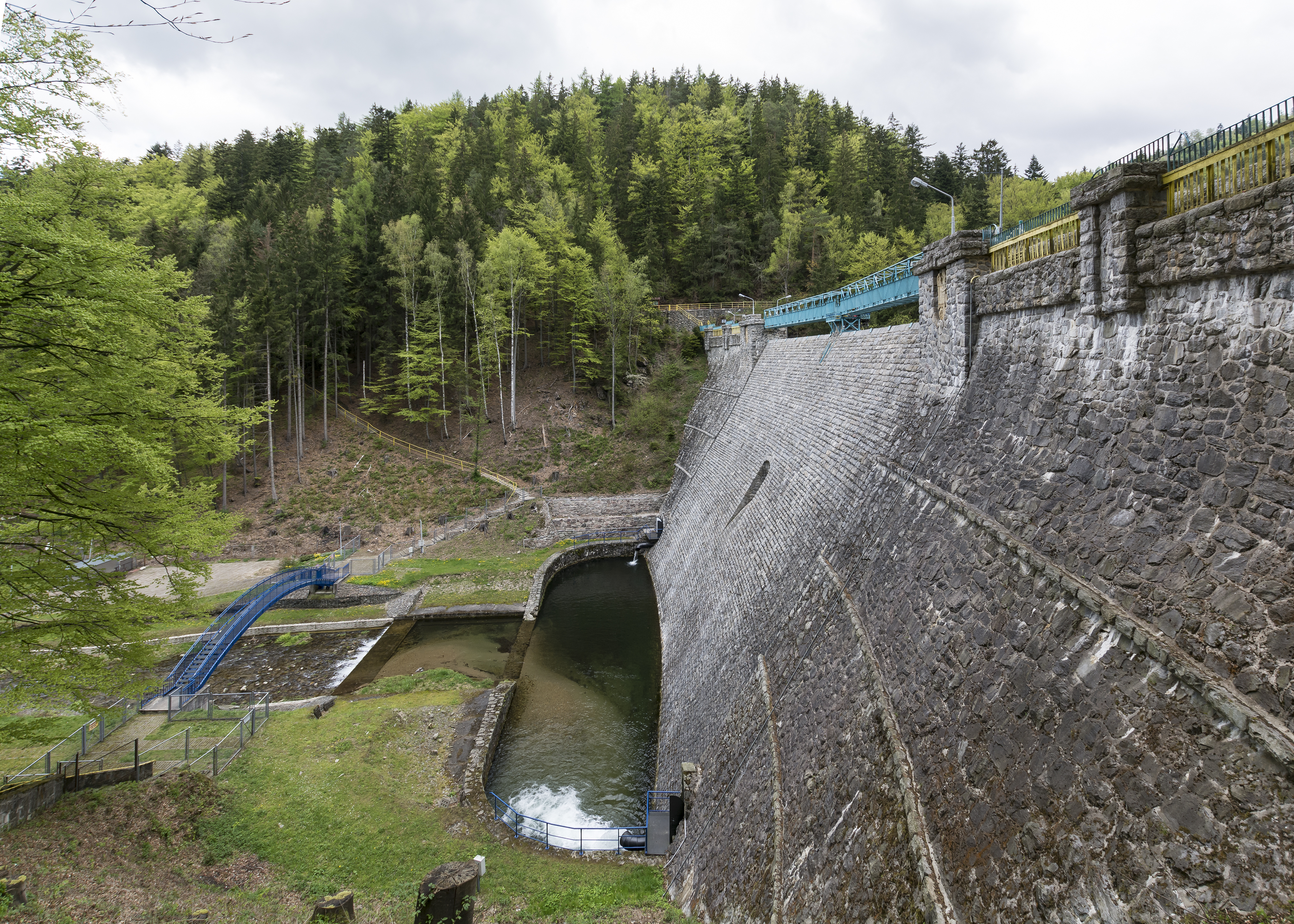
Staumauer am Stausees
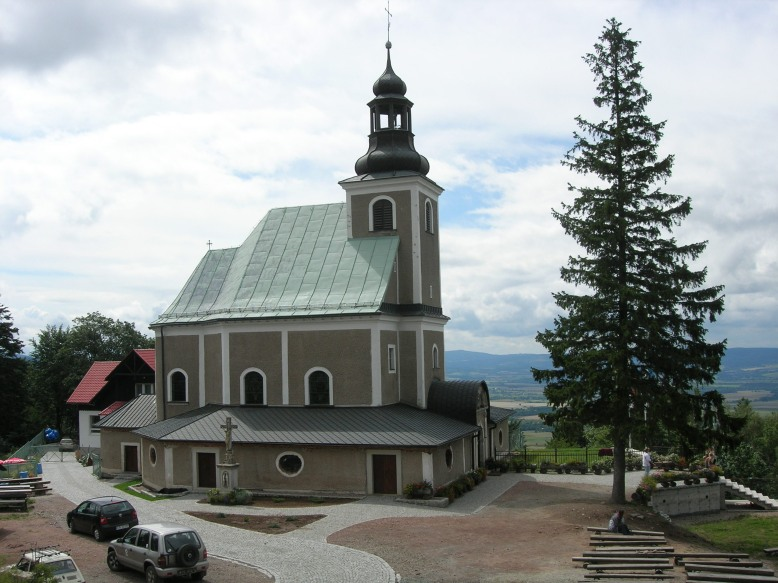
Wallfahrtskirche Maria Schnee

## Persönlichkeiten
- Richard Muther (1860–1909), deutscher Kunsthistoriker, starb in Wölfelsgrund
- Willy Geisler (1886–1952), deutscher Komponist
- Alfons Weiser (* 1934), deutscher Römisch-katholischer Theologe und Exeget
- Rudolf Jaenisch (* 1942), deutscher Molekularbiologe und Genetiker